# Vito Petrella
Vito Petrella (Gloucester, 12 aprile 1965) è un ex velocista italiano, componente della staffetta 4x400 detentrice del record italiano indoor.

## Biografia
Frazionista e primatista italiano, con Bongiorni, Ribaud e Zuliani, della staffetta 4×400 metri con il tempo di 3'01"37 stabilito il 31 agosto 1986 in occasione dei Campionati europei di Stoccarda 1986.
Bronzo con la staffetta 4x400 m ai campionati mondiali indoor di Siviglia 1991, ove la squadra italiana stabilì, con Nuti, Vaccari ed Aimar, il record italiano con 3'05"51, detenuto sino al 2009.

## Palmarès
| Anno | Manifestazione  | Sede     | Evento                | Risultato | Prestazione | Note             |
| ---- | --------------- | -------- | --------------------- | --------- | ----------- | ---------------- |
| 1991 | Mondiali indoor | Siviglia | Staffetta 4x400 metri | Bronzo    | 3'05"51     | Record nazionale |

## Campionati nazionali
1987
- Oro ai campionati italiani assoluti indoor, 400 m piani - 46"84[2]